# Otrovna zavodnica
Otrovna zavodnica (Omphalotus olearius; zavodljiva lisičica), vrsta otrovne gljive. Nalik je lisičarki (Cantharellus cibarius), a razlikuje se po tome što raste busenasto po panjevima bjelogoričnog drveća i korijenju maslina. Zavodnica izaziva i bojanje ruke u žuto ako je se drži, i izaziva najviše trovanja ljudi zbog sličnosti s lisičarkom od koje je znatno veća.

## Vanjske poveznice
- AmericanMushrooms.com: Jack O'Lantern Mushroom
- Tom Volk's Fungus of the Month October 1997
- Iowa State University Horticulture & Home Pest News